# Ямада Такуя
Такуя Ямада (яп. 山田卓也, нар. 24 серпня 1974, Токіо) — японський футболіст, що грав на позиції півзахисника.
Більшу частину кар'єри провів у «Токіо Верді», а також зіграв 4 матчі за національну збірну Японії.

## Клубна кар'єра
Розпочав грати в футбол в студентській команді Університету Комазава.
У дорослому футболі дебютував 1997 року виступами за команду клубу «Верді Кавасакі», яка з 2001 року стала називатись «Токіо Верді». Всього в цій команді провів дев'ять сезонів, взявши участь у 296 матчах чемпіонату, а у 2002—2005 роках був капітаном команди. Більшість часу, проведеного у складі «Верді Кавасакі», був основним гравцем команди і допоміг столичній команді 2004 року виграти Кубок Імператора.
У сезоні 2006 року грав у складі команди «Сересо Осака», після чого перейшов до «Йокогами», з якою вилетів у другу Джей-лігу. У сезоні 2009 року там само грав за «Саган Тосу».
2010 року перейшов до американського клубу «Тампа-Бей» (з 2012 року — «Тампа-Бей Роудіс»), за який відіграв 5 сезонів. Граючи у складі «Тампа-Бей Роудіс» також здебільшого виходив на поле в основному складі команди. Завершив професійну кар'єру футболіста виступами за команду «Тампа-Бей Роудіс» у 2014 році.
В подальшому грав за аматорські японські нижчологігові клуби «Імабарі» та «Нара Клуб».

## Виступи за збірну
2003 року дебютував в офіційних матчах у складі національної збірної Японії. 
У складі збірної був учасником кубка Азії з футболу 2004 року у Китаї, здобувши того року титул переможця турніру, проте на поле так жодного разу і не вийшов.
Протягом кар'єри у національній команді, яка тривала усього 2 роки, провів у формі головної команди країни 4 матчі.

## Статистика

### Клубна
| Чемпіонат | Чемпіонат          | Чемпіонат     | Ліга | Ліга | Кубок            | Кубок            | Кубок ліги      | Кубок ліги      | Всього | Всього |
| Сезон     | Клуб               | Ліга          | Ігри | Голи | Ігри             | Голи             | Ігри            | Голи            | Ігри   | Голи   |
| Японія    | Японія             | Японія        | Ліга | Ліга | Кубок Імператора | Кубок Імператора | Кубок Джей-ліги | Кубок Джей-ліги | Всього | Всього |
| --------- | ------------------ | ------------- | ---- | ---- | ---------------- | ---------------- | --------------- | --------------- | ------ | ------ |
| 1997      | «Верді Кавасакі»   | Джей-ліга     | 22   | 1    | 0                | 0                | 3               | 0               | 25     | 1      |
| 1998      | «Верді Кавасакі»   | Джей-ліга     | 7    | 0    | 3                | 0                | 4               | 0               | 14     | 0      |
| 1999      | «Верді Кавасакі»   | Джей-ліга     | 29   | 3    | 4                | 0                | 4               | 0               | 37     | 3      |
| 2000      | «Верді Кавасакі»   | Джей-ліга     | 30   | 4    | 2                | 0                | 5               | 0               | 37     | 4      |
| 2001      | «Токіо Верді»      | Джей-ліга     | 29   | 2    | 3                | 0                | 2               | 0               | 34     | 0      |
| 2002      | «Токіо Верді»      | Джей-ліга     | 28   | 1    | 1                | 0                | 6               | 1               | 35     | 2      |
| 2003      | «Токіо Верді»      | Джей-ліга     | 30   | 10   | 3                | 0                | 6               | 0               | 39     | 10     |
| 2004      | «Токіо Верді»      | Джей-ліга     | 27   | 1    | 5                | 2                | 4               | 2               | 36     | 5      |
| 2005      | «Токіо Верді»      | Джей-ліга     | 33   | 0    | 1                | 0                | 5               | 1               | 39     | 1      |
| 2006      | «Сересо Осака»     | Джей-ліга     | 20   | 0    | 0                | 0                | 6               | 0               | 26     | 0      |
| 2007      | «Йокогама»         | Джей-ліга     | 19   | 1    | 2                | 0                | -               | -               | 21     | 1      |
| 2008      | «Йокогама»         | Джей-ліга 2   | 31   | 4    | 2                | 0                | -               | -               | 33     | 4      |
| 2009      | «Саган Тосу»       | Джей-ліга 2   | 43   | 1    | 2                | 0                | -               | -               | 45     | 1      |
| США       | США                | США           | Ліга | Ліга | Відкритий кубок  | Відкритий кубок  | Кубок МЛС       | Кубок МЛС       | Всього | Всього |
| 2010      | «Тампа-Бей»        | D2 Pro League | 29   | 0    |                  |                  |                 |                 | 29     | 0      |
| 2011      | «Тампа-Бей»        | НАСЛ          | 24   | 1    |                  |                  |                 |                 | 24     | 1      |
| 2012      | «Тампа-Бей Роудіс» | НАСЛ          | 30   | 3    | 2                | 0                |                 |                 | 32     | 3      |
| 2013      | «Тампа-Бей Роудіс» | НАСЛ          | 22   | 0    | 2                | 0                |                 |                 | 24     | 0      |
| 2014      | «Тампа-Бей Роудіс» | НАСЛ          | 10   | 0    |                  |                  |                 |                 | 10     | 0      |
| Країна    | Японія             | Японія        | 348  | 28   | 28               | 2                | 45              | 4               | 421    | 34     |
| Країна    | США                | США           | 115  | 4    | 4                | 0                | 0               | 0               | 119    | 4      |
| Всього    | Всього             | Всього        | 465  | 32   | 36               | 2                | 45              | 4               | 547    | 38     |

### Збірна
| Збірна Японії | Збірна Японії | Збірна Японії |
| Роки          | Ігри          | Голи          |
| ------------- | ------------- | ------------- |
| 2003          | 1             | 0             |
| 2004          | 3             | 0             |
| Total         | 4             | 0             |

## Досягнення

### Збірна
- Володар Кубка Азії: 2004

### Клубні
- Володар Кубка Імператора Японії (1):

«Токіо Верді»: 2004
- Володар Суперкубка Японії (1):

«Токіо Верді»: 2005